# László Elek (orvos)
László Elek (Pápa, 1841. június 16. – Orosháza, 1919. március 27.) orvos-sebészdoktor és szülész, Orosháza első községi orvosa.

## Élete
Szülővárosában apja, László Jónás ágostai evangélikus lelkész volt. Gimnáziumi tanulmányait a soproni Ágostai Evangélikus Kollégiumban, valamint a Pápai Református Kollégiumban végezte. Felsőfokú tanulmányait  1860-ban kezdte a Pesti Egyetem orvostan hallgatójaként. 1865-től már a Bécsi Egyetemet látogatta. Innen visszatérve, Pesten a Szent Rókus Kórházban Lumniczer Sándor főorvos osztályán segédkezett. 1869-ben Orosházán telepedett le mint községi orvos. 1872-től Békés megye tiszteletbeli főorvosa és takarékpénztári alelnök volt.
Az ő nevéhez fűződik Gyopárosfürdő gyógyvizének felismerése és elismertetése. 1869-ben vegyelemeztette a tó vizét, melynek során megállapították, hogy gyógyhatása alkalmas ízületi bántalmakra, csúzos, köszvényes, bénulásos betegségek kezelésére. Az artézi kutak fúrásának szorgalmazója volt, mivel meggyőződése szerint a jó ivóvíz a járványokat visszaszorítja.

## Mint cikkíró
Egészségügyi jelentéseket közölt Orosházáról a Közegészségügyi Kalauzban.
Az Orosházi Közlönyben, az Orosházi Ujságban, a Békésben, a Békésmegyei Lapokban, valamint az Egyetértésben ismertető társadalmi és közegészségi cikkeket írt 1878 és 1893 között: A roncsoló toroklob, A kanyaró, A vörheny, A fejkosz, A cholera, A fertőtlenítésről stb.
Cikkei több különböző orvosi és gyógyszerészeti lapban jelentek meg, mint:

### AGyógyászatban
1863.
A különböző gyógyrendszerek bírálata
1864.
Tápszereinkről,
Egy hang a pokolvar ügyében,
Fürdői levél Marienbadból
1865.
A nemzés titka,
Fürdői levél Ragatzból,
A Pfäfersi tébolyda
1866.
A savó gyógymód Svájczban
1867.
A cholera körül szerzett tapasztalatok
1881.
A vörhenyjárvány Orosházán

### AVasárnapi Ujságban
1865.
Tápszereink

### AzEgészségben
1888.
A fejkosz

## Munkái
- Figyelmeztetés a szülőkhöz. Orosháza, 1881.
- Utirajzok a felvidékről (1880. Uo. 1882.
- A cholera. Felolvasás. Uo. 1893.
- Kossuth Lajos. Uo. 1895. (Felolvasás.)
- Emlékbeszéd az orosházi takarékpénztár 1897. márcz. 7. tartott 25. közgyűlésén Singer Henrik arczképének leleplezése alkalmával. Uo. 1897.
- A gyermek-ápolás és gyermekhalandóság. Gyula, 1898. (Az Egészségben is megjelent.)
- Orosháza közegészségi viszonyai 1869-96-ig. Gyoma, 1898.

Emlékbeszédei Dr. Perger József, Dr. Chrenka Dániel fölött és röpirtai: A váltóláz, A cholera, A roncsoló toroklob, A vörheny címmel szintén megjelentek és a nép közt osztattak szét.

## Emlékezete

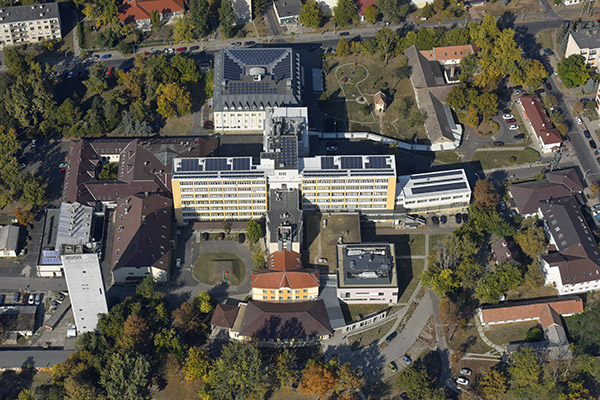
A róla elnevezett orosházi kórház a levegőből nézve

- 2007-ben alapították a Dr. László Elek-díj Orosháza egészségügyéért című kitüntetést, mely évente két fő részére adományozható azon Orosházán működő orvosoknak és egészségügyi szakdolgozóknak, akik kiemelkedő munkát végeztek.
- Nevét viseli Orosházán a Dr. László Elek lakótelep, illetve a Dr. László Elek Kórház és Rendelőintézet, ugyanitt mellszobra áll.